# Teodozjusz II (patriarcha Konstantynopola)
Teodozjusz II, gr. Θεοδόσιος Β΄ (zm. ok. 1785) – ekumeniczny patriarcha Konstantynopola w latach 1769–1773.

## Życiorys
Urodził się na Krecie. Został wybrany na patriarchę 11 kwietnia 1769 r. Został zmuszony do rezygnacji 16 listopada 1773 r.